# Kanton Athis-de-l'Orne
Kanton Athis-de-l'Orne (francouzsky Canton d'Athis-de-l'Orne) je francouzský kanton v departementu Orne v regionu Normandie. Při reorganizaci správního členění reformě kantonů v roce 2014 byl utvořen z 45 obcí, do té doby sestával z 15 obcí. V květnu 2016 sestával z 30 obcí (vzhledem k procesu slučování některých obcí).

## Obce kantonu (v květnu 2016)
- Athis-Val-de-Rouvre [p 1]
- Bazoches-au-Houlme
- Berjou
- Briouze
- Cahan
- Champcerie
- Craménil
- Durcet
- Faverolles
- Giel-Courteilles
- Le Grais
- Habloville
- La Lande-Saint-Siméon
- Lignou
- Le Ménil-de-Briouze
- Ménil-Gondouin
- Ménil-Hermei
- Ménil-Hubert-sur-Orne
- Ménil-Vin
- Montreuil-au-Houlme
- Neuvy-au-Houlme
- Pointel
- Putanges-le-Lac [p 2]
- Saint-André-de-Briouze
- Saint-Hilaire-de-Briouze
- Saint-Philbert-sur-Orne
- Sainte-Honorine-la-Chardonne
- Sainte-Honorine-la-Guillaume
- Sainte-Opportune
- Les Yveteaux